# Димпл

Димпл

Димпл – деформаційна хвиля, яка виникає на поверхні крапель аполярної рідини при їх наближенні до гідрофобних твердих об'єктів (наприклад, мінеральних зерен) в умовах перемішування у водному середовищі. Амплітуда флуктуацій димплу збільшується при негативному розклинюючому тиску.
Ефект димплу з'являється, наприклад у масляній флотації, масляній агломерації вугілля.